# Chrysochlorina fasciata
Chrysochlorina fasciata är en tvåvingeart som först beskrevs av Thomson 1869.  Chrysochlorina fasciata ingår i släktet Chrysochlorina och familjen vapenflugor. Inga underarter finns listade i Catalogue of Life.